# بواینفاوس
بواینفاوس (به فرانسوی: Buironfosse) یک کمون در فرانسه است که در ان (ا-دو-فرانس) واقع شده‌است. بواینفاوس ۱۷٫۶ کیلومتر مربع مساحت دارد ۲۱۵ متر بالاتر از سطح دریا واقع شده‌است.